# Ligament sterno-péricardique
Les ligaments sterno-péricardiques sont deux ligaments impairs qui relient le péricarde fibreux à la face postérieure du sternum : le ligament sterno-péricardique supérieur (ou ligament sterno-costo-péricardique de Lannelongue et Le Dentu) et le ligament sterno-péricardique inférieur (ou ligament xipho-péricardique).

## Ligament sterno-péricardique supérieur
Le ligament sterno-péricardique supérieur s'attache sur la face antéro-supérieure du péricarde.
Il se termine sur la face postérieure du manubrium sternal, les deux premiers cartilages costaux et la lame prétrachéale du fascia cervical.

## Ligament sterno-péricardique inférieur
Le ligament sterno-péricardique inférieur s'attache sur la face antéro-inférieure du péricarde.
Il se termine sur l'extrémité inférieure de face postérieure du corps du sternum et la face postérieure du processus xiphoïde.